# Paul Roemaet
Paul Roemaet (né à Grammont le 5 avril 1865 et mort à Louvain en 1938) est un sculpteur belge.

## Biographie
Après ses études secondaires à Saint-Denis-Westrem, il se forme à la sculpture dans l'atelier de Léopold Blanchaert et son frère. En 1887, il s'installe à Louvain où il est membre actif de plusieurs corporations.
En 1897, il remporte la médaille d'or dans la classe des arts religieux à l'exposition internationale de Bruxelles. Ce succès lui vaut d'être choisi par la ville de Louvain pour la restauration de l'hôtel de ville.